# Hans Sedlmayr
Hans Sedlmayr (Szarvkő, 1896. január 18. – Salzburg, 1984. július 9.) osztrák művészettörténész.

## Élete
A Bécsi Műszaki Egyetemen (Technischen Universität Wien) 1918–1920 között építészetet, a Bécsi Egyetemen (Universität Wien) pedig művészettörténetet tanult. Főleg a barokk stílusra specializálódott. Disszertációját 1926-ban az őt 1921 óta tanító (és az elhunyt Max Dvořák helyébe lépő) Julius von Sclosser segédletével Johann Bernhard Fischer von Erlachról, a barokk építészet egyik nagyjáról írta. Írt továbbá Francesco Borrominiről, aki ugyancsak a barokk építészet fontos alakja.
Konzervatív beállítottsága miatt elítélte a túlzott modernitást, így az avantgárd törvényt nem ismerő barbarizmusát, amely szerinte hosszú távon művészeti anarchiává torkollhat. Ezt az egyetlen magyarul is megjelent könyvében, a Modern Művészet Bálványai-ban (Gondolat Könyvkiadó, 1960) fejti ki.
1936–45-ig a Bécsi Művészettörténeti egyetemen tanított, de a háború után távoznia kellett, mert tagja volt a náci pártnak, az NSDAP-nek. Csak 1951-ben kapott újra professzori állást a Müncheni Egyetemen, (1964-ig), végül a salzburgin (1964-69). Alapító tagja a Bécsi Művészettörténészeti Iskolának, ami Alois Riegl írásai alapján készült el.
A náci párthoz 1932-ben csatlakozott. A második világháború után szerkesztőként dolgozott a Wort und Wahrheit (Szó és Igazság) című katolikus újságnál, ahol 54-ig munkálkodott. Előélete miatt a háború után mellőzték, ami merőben hozzájárult ahhoz, hogy az évek során elfelejtődött a neve. Bírálói többek közt azt rótták fel neki, hogy nagyon ritkán volt képes pozitív kritikára a kortársai iránt.

## Munkái
- Hans Sedlmayr: Fischer von Erlach der Ältere, München, 1925
- Hans Sedlmayr: Die Architektur Borrominis. Berlin, 1930
- Hans Sedlmayr: Verlust der Mitte. Salzburg/Wien, 1948
- Hans Sedlmayr: Die Entstehung der Kathedrale. Zürich, 1950
- Hans Sedlmayr: Allegorie und Architektur. In: Castelli, Enrico (Hrsg.): Retorica e Barocco. (Atti del Congresso, 19, 19, 19, 19, 19, 19Internazionale di * Studi Umanistici, Venezia 15 – 18 giugno 1954). Rome, 1955, S. 197–207.
- Hans Sedlmayr: Die Schauseite der Karlskirche in Wien, in: Kunstgeschichtliche Studien für Hans Kauffmann, hrsg. v. Wolfgang Braunfels, Berlin, 1956, S. 262–271.
- Hans Sedlmayr: Johann Bernhard Fischer von Erlach, Wien/München, 1956
- Hans Sedlmayr: Epochen und Werke I & II, Wien/München, 1959/1960 (2 Bde.)
- Hans Sedlmayr: "Der Tod des Lichtes" Salzburg, 1964
- Hans Sedlmayr: Das goldene Zeitalter. Eine Kindheit. Piper Verlag, München, 1986
- Hermann Bauer/Hans Sedlmayr: Rokoko. Struktur und Wesen einer europäischen Epoche. Köln, 1991/1992
- Sedlmayr, Hans: Zum Sehen Barocker Architekturen. In: Sedlmayr, Hans: Epochen und Werke. Gesammelte Schriften zur Kunstgeschichte. 2. Bd. München, 1960, S. 121-139.
- Hans Sedlmayr: Johann Bernhard Fischer von Erlach, Wien (2. Auflage), 1976
- Hans Sedlmayr: Die Kollegienkirche und die Kirche der Sorbonne, in: Mitteilungen der Gesellschaft für Salzburger Landeskunde 120/121, Salzburg, 1980–1981, S. 371–398.
- Hans Sedlmayr: Das goldene Zeitalter. Eine Kindheit, München/Zürich, 1986
- Hans Sedlmayr: Johann Bernhard Fischer von Erlach, hrsg. v. Giovanna Curcio, eingel. v. Hermann Bauer, Stuttgart, 1997

### Magyarul megjelent műve
- A modern művészet bálványai; ford. Terényi István, bev. Bortnyik Sándor; Gondolat, Bp., 1960 (Studium könyvek)